# Liftware

Liftware és un nom de marca per a una cullera dissenyada per contrarestar el tremolor associat a condicions mèdiques com ara la Malaltia de Parkinson o la tremolor essencial. L'empresa que va dissenyar els projectes, Llevant Labs, va ser fundada per Anupam Pathak.
El dispositiu funciona mitjançant la detecció de tremolors amb un acceleròmetre a continuació, respondre-hi amb un actuador. El producte es va convertir per primera vegada disponible al desembre de 2013.
Lift Labs va ser adquirida per Google al setembre de 2014 per a la integració en la divisió de ciències de la vida de Google X. i Pathak es va convertir en un enginyer de maquinari sènior de la divisió.
Google va llançar la seva versió de la cullera al novembre de 2014, amb un preu de $195 en Estats Units.